# Den långa resan (novell)
Den långa resan (originaltitel The Jaunt) är en novell av Stephen King i samlingen Den förskräckliga apan (Skeleton Crew) från 1985. Novellen publicerades första gången i The Twilight Zone Magazine 1981.

## Handling
I början av 2300-talet förbereder sig en familj att bli "grantade" till Mars. Fadern berättar för barnen hur grantningen uppfanns. Han berättar om hur vetenskapsmannen upptäckte att han kunde teleportera föremål, men när han försökte med vita möss dog de kort efter att ha "kommit igenom". Han kom fram till att de bara kunde överleva grantningen om de var medvetslösa. Den första människan som teleporterades vid medvetande var en dömd mördare. Han kom igenom och innan han dog av en hjärtattack yttrade han orden: Evigheten finns där inne.
Fadern nämner inte för barnen att ett trettiotal till har blivit grantade vid medvetande; de antingen dog eller blev galna. Han berättar varför en vaken varelse inte kan genomgå resan utan att vara medvetslös. Själva processen sker omedelbart (den dömda mannen kom igenom på 0.0000000000067 sekunder) medan det för ett vaket sinne tar en evighet och mer. Man lämnas ensam med sina tankar i ett vitt fält för otänkbart lång tid (påstått att vara miljarder år).
Det blir familjens tur att sövas ner. När fadern vaknar upptäcker han att hans son hållit andan under tiden de blev nedsövda, och blivit fullständigt galen. Han bekräftar den hemska grantningen som "Längre än du tror, pappa! Det är längre än du tror!"